# Європейська бізнес асоціація
Європейська Бізнес Асоціація (за українським правописом — бізнес-асоціація) — організація міжнародного бізнесу в Україні, неприбуткове об'єднання юридичних осіб, засноване в 1999 році.
Об'єднує понад 1000 європейських, українських та міжнародних компаній, пропонуючи їм:
- Колективний захист інтересів у центральних та місцевих органах державного управління України, в іноземних та міжнародних організаціях;
- Можливість брати участь у процесі прийняття рішень на рівні Європейського Союзу через тісні робочі стосунки з Європейською Комісією та посольствами країн Європейського Союзу у Києві;
- Регулярну інформаційну підтримку щодо процесів, які впливають на ведення бізнесу в Україні, а також семінари та презентації;
- Освітні та соціальні заходи, що надають можливість представникам європейської бізнес-спільноти зустрічатися неформально та сприяти розвитку бізнесу.

Європейська Бізнес Асоціація має регіональні офіси у Дніпрі, Львові, Одесі та Харкові.

## Історія
Європейська Бізнес Асоціація була заснована у 1999 році як форум для обговорення та розв'язання проблем, з якими зустрічаються бізнесмени в Україні. Ця ініціатива ділових людей, які побачили переваги та користь від спільних дій європейської бізнес-спільноти в Україні, була підтримана Європейською Комісією.

## Захист бізнесу
Європейська Бізнес Асоціація об'єднує своїх членів за допомогою системи засідання комітетів. Кожен комітет націлює свої дії на певну проблему індустрії чи галузі. Комітети Асоціації об'єднують представників членських компаній для обговорення питань, що стосуються сфери їхніх інтересів, а також визначення та просування спільної позиції для подолання економічних проблем України. Комітети є основним інструментом лобіювання Асоціації, вони надають можливість представникам компаній ініціювати та впроваджувати прямий діалог з українськими органами влади, таким чином відстоюючи інтереси галузі.

## Індекс інвестиційної привабливості Асоціації
Індекс інвестиційної привабливості — започаткований у 2008 проєкт з оцінки інвестиційної привабливості України. У вересні 2008 стартувало опитування компаній-членів Асоціації, метою якого є визначення Індексу інвестиційної привабливості України.
Мета: дати оцінку інвестиційному клімату в країні, зокрема, його привабливості як для інвесторів, що вже знайшли себе на цьому ринку, так і для тих хто лише входить в Україну.
Об'єкт дослідження: інвестиційний клімат як сукупність політичних, економічних, законодавчих, регуляторних та інших факторів, які зрештою визначають ступінь ризику капіталовкладень та можливість їх ефективного використання. Індекс інвестиційної привабливості розраховуватиметься як середнє арифметичне від оцінок п'яти аспектів інвестиційного клімату. Респонденти відповідатимуть на питання, обираючи одну із запропонованих відповідей. Після чого відповіді аналізуватимуться, використовуючи п'ятибальну систему.
Респонденти: Керівники компаній-членів Асоціації, які представляють найбільших іноземних та вітчизняних інвесторів.
Періодичність: опитування компаній-членів Асоціації відбуватиметься щопівроку, це дасть можливість відстежити Індекс в динаміці.
Цільова аудиторія: результати опитування після розрахунку Індексу будуть представлені широкій аудиторії, зокрема, ЗМІ, органам державної влади та бізнесу. Уряд України вивчає пропозиції Асоціації щодо скасування перешкод для інвестицій в Україну і закладає їх в основу своєї роботи щодо покращення інвестиційного клімату. Використовуючи Індекс інвестиційної привабливості, компанії-члени Асоціації матимуть додаткову можливість висловити свою позицію перед державними органами влади щодо інвестиційної привабливості країни та поділитися своїми оцінками з потенційними інвесторами.

## Митний індекс Асоціації
Результати Митного індексу основані на експертному опитувані, проведеному серед учасників Митного комітету Асоціації.
Методологія: Митний індекс являє собою набір із наступних 4-х показників оцінки митних процедур серед компаній, які взаємодіяли з митною системою:
- Середнє число днів, що були витрачені на митне оформлення однієї партії товару;
- Відсоток фізичних перевірок товарів (%);
- Загальна кількість відмов щодо застосовування першого методу визначення митної вартості (частка від загального числа митних декларацій, %);
- Середня кількість документів на одну партію.

Також додано динаміку спрощення митних процедур відповідно до результатів опитування серед керівників компаній в рамках Індексу інвестиційної привабливості Асоціації.
Результати представлені по кожному з 4-х показників окремо, в наступному вигляді:
- середнє значення по кожному показнику (середнє арифметичне) відображене в графіку і таблиці;
- числове значення, що розділяє наполовину вищу та нижчу частини вибірки (медіана).

Результати також розділяються за наступними показниками:
Тип компанії:
- лише імпорт/експорт виробленої продукції,
- компанії, що мають також місцеве виробництво;
- компанії, які надають послуги та імпортують/експортують товари для власних потреб.

Типи товарів/послуг, що пропонує компанія: споживчі товари; промислові товари; послуги.
Здійснення дослідження: дослідження було проведено Асоціацією, аналітична підтримка надана дослідницькою компанією InMind.

## Податковий індекс Асоціації
Методологія податкового індексу побудована на оцінюванні чотирьох основних факторів, з якими стикається кожен платник податків:
1. Якість податкового законодавства;
2. Обтяжливість/легкість адміністрування податків;
3. Ступінь фіскального тиску;
4. Якість податкового обслуговування, роботи податківців.

## Судовий індекс Асоціації
Європейська Бізнес Асоціація, маючи досить тривалий досвід проведення досліджень у сфері оцінки інвестиційного клімату України та його окремих складових (у рамках Індексу Інвестиційної привабливості, Митного та Податкового Індексів), у жовтні 2013 року ініціювала свій новий — унікальний для України проєкт — Судовий Індекс Асоціації, підготовлений за аналітичної підтримки дослідницької компанії In Mind. Нове дослідження Асоціації визначає рівень довіри представників бізнесу до сучасної системи правосуддя в Україні.
Судовий Індекс Асоціації складається з трьох рівноправних оцінок:
- оцінки рівня довіри до судової системи з боку керівників компаній-членів Асоціації, основних споживачів послуг з юридичного супроводу справ у судових органах;
- оцінки ефективності (неупередженості та об'єктивності) судової системи з боку професійного середовища. До цієї категорії респондентів відносяться юристи компаній-членів Асоціації, юристи юридичних/консалтингових компаній, що надають професійні послуги та забезпечують юридичний супровід клієнтів у судах;
- середньої оцінки 8-ми критеріїв організації та діяльності української судової влади, які були виокремленні як ключові та такі, що мають суттєвий вплив на рівень довіри з боку професійного середовища.

## Ключові люди
- Дерев'янко Ганна Олександрівна — виконавчий директор (з 2003).

## Виноски
1. ↑  Правопис складних слів. § 26. Складні іменники // Український правопис / НАН України, Ін-т мовознавства ім. О. О. Потебні; Ін-т української мови; ред.: Є. І. Мазніченко, Н. М. Максименко, О. В. Осадча. — Київ : Наукова думка, 2012. — 288 с. Архівовано з джерела 8 вересня 2015
2. ↑  Індекс інвестиційної привабливості Європейської бізнес асоціації [Архівовано 10 січня 2019 у Wayback Machine.] (Офіційний сайт)
3. ↑  Податковий індекс Європейської бізнес асоціації [Архівовано 10 січня 2019 у Wayback Machine.] (Офіційний сайт)